# Allersdorf (Kollnburg)
Allersdorf ist ein Gemeindeteil der Gemeinde Kollnburg im niederbayerischen Landkreis Regen Landkreis Regen.

## Lage
Das Kirchdorf Allersdorf liegt im Bayerischen Wald etwa fünf Kilometer südöstlich von Kollnburg an der Kreisstraße REG 14.

## Geschichte
Der Ort wurde bereits im 9. Jahrhundert gegründet, da er im Dotationsgebiet des Klosters Metten lag. Er gehörte zur Erstausstattung des Klosters Oberalteich (Adelhardesdorf). Später in den Besitz der Nußberger gelangt, wurden von diesem verschiedene Güter dem Gotteshaus in Viechtach gestiftet.
Aus der Hauptmannschaft Allersdorf ging 1808 die politische Gemeinde hervor, die bei der Neugliederung 1818 um die Gemeinden Hilb und Taging sowie die ehemaligen Hauptmannschaften Fernsdorf und Frankenried vergrößert wurde. 1925 kam noch die Einöde Himmelwies von der Gemeinde Patersdorf dazu.  Am 1. Juli 1973 bestand die Gemeinde Allersdorf im Landkreis Regen aus den 33 Ortsteilen Allersdorf, Ayrhof, Bramersberg, Einweging, Fellerhof, Göllhorn, Göttlhof, Haiderhof, Hilb, Himmelwies, Hinterberg, Hinterholzen, Hof, Holzapflern, Kammeraitnach, Leuthen, Liebhof, Maierhof, Mehlbach, Müllersdorf, Pimmern, Raßmann, Schwarzgrub, Schwarzhof, Schweinberg, Sickermühle, Täublhof, Täublmühle, Tafnern, Taging (Tagern), Wieshof, Winterlehen und Zahrmühle. Im Zuge der Gebietsreform in Bayern kam Allersdorf zum 1. Mai 1978 zur Gemeinde Kollnburg.

## Vereine
- Freiwillige Feuerwehr Allersdorf
- Jagdgenossenschaft Allersdorf I
- Jagdgenossenschaft Allersdorf II
- KLJB Kirchaitnach Allersdorf
- Spvgg Allersdorf-Kirchaitnach e. V.
- Tennisclub Allersdorf
- Veteranen- und Reservistenverein Allersdorf

## Sehenswürdigkeiten
- Filialkirche St. Mater Dolorosa. Die jetzige Filialkirche der Pfarrei Kirchaitnach wurde 1906 bis 1908 im vereinfachten Barockstil erbaut.

In der Liste der Baudenkmäler in Kollnburg sind für Allersdorf fünf Baudenkmäler aufgeführt.